# Pireneitega luctuosa
Pireneitega luctuosa är en spindelart som först beskrevs av Ludwig Carl Christian Koch 1878.  Pireneitega luctuosa ingår i släktet Pireneitega och familjen mörkerspindlar. Inga underarter finns listade i Catalogue of Life.